# Knut Frænkel
Knut Hjalmar Ferdinand Frænkel (Karlstad, 14 de febrero de 1870-Kvitøya, 1897) ingeniero sueco y explorador que participó en la Expedición ártica de Andrée.
Frænkel se graduó de ingeniero en el Real Instituto de Tecnología de Estocolmo en 1896. Cuando el meteorólogo Nils Gustaf Ekholm decidió retirarse del segundo intento de Andrée por alcanzar el Polo Norte en globo, Frænkel tomó su lugar. Viajó a París para estudiar vuelo en globo durante la primavera de 1897 y viajó en verano a Danskøya de donde partiría la expedición. Junto con los demás miembros de la expedición, S. A. Andrée y Nils Strindberg, Frænkel pereció durante la expedición.
- Datos: Q1341315
- Multimedia: Knut Frænkel / Q1341315